# 이석채
이석채(李錫采, 1945년 10월 16일 (1945년 음력 9월 11일) ~ )는 대한민국의 제2대 정보통신부 장관을 역임한 공무원었고, KT의 대표이사를 역임한 기업인이다. 본관은 벽진이다.

## 학력
- 1964년 : 경복고등학교 졸업
- 1968년 : 서울대학교 상과대학 경영학 학사
- 1979년 : 보스턴 대학교 정치경제학 석사
- 1981년 : 보스턴 대학교 경제학 박사

## 경력
- 1969년 : 행정고등고시 합격
- 1984년 ~ 1988년 : 청와대 경제비서관
- 1989년 : 대통령비서실 지역균형발전기획단 부단장
- 1991년 : 대통령비서실 사회간접자본투자기획단 부단장
- 1992년 ~ 1993년 : 경제기획원 예산실장
- 1994년 ~ 1995년 : 제1대 재정경제원 차관
- 1994년 : 농림수산부 차관
- 1996년 : 제2대 정보통신부 장관
- 1996년 ~ 1997년 : 청와대 경제수석비서관
- 1998년 ~ 2000년 : 미국 미시간대학교 경영대학원 NTT 초빙교수
- 2003년 ~ 2008년 : 법무법인 태평양 고문
- 2007년 : SK C&C 사외이사
- 2008년 : 영국 BT 고문
- 2009년 1월 ~ 2009년 3월 : KT 대표이사 사장
- 2009년 3월 ~ 2013년 11월 : KT 대표이사 회장
- 국민경제자문회의 민간자문위원
- 2009년 11월 : 제2대 한국경제교육협회 회장
- 한국경영자총협회 부회장
- 2009년 ~ 2013년 : 부산 KT 소닉붐 구단주
- 2010년 9월 : 제7대 한국통신사업자연합회 KTOA 회장
- 2012년 ~ 2013년 : KT 위즈 구단주

## 수상
- 1987년 : 홍조근정훈장
- 1997년 : 청조근정훈장
- 2010년 : 한국통신학회 올해의 정보통신대상
- 2011년 : 국제전기전자기술자협회(IEEE) 산업리더상
- 2011년 : 대한민국 일하기 좋은 기업, 최고경영자상
- 2012년 : 가장 존경받는 기업인상
- 2012년 : 제11회 아시아 최고 경영자 대상
- 2013년 : 한국의 경영자상

## 일화
- 청와대 경제수석비서관으로 있을 때에는 이원종 당시 정무수석과 함께 국정을 떠받쳐 '좌원종 우석채'로 불렸다.[1]
- 정보통신부 장관 시절 개인휴대통신(PCS) 3개사 선정 과정에서 특정 업체에 유리하도록 청문 심사 배점 방식을 변경하도록 지시한 혐의로 2001년 구속기소돼 1심에서 징역 1년, 집행유예 2년을 선고받았으나 2006년 대법원에서 무죄 판결을 받았다.
- 2009년 KT 대표이사에 취임한 지 6일 만에 KTF와 통합을 발표하고 3개월만에 정부로부터 합병 승인을 얻어냈다.
- 2009년 6월1일 통합회사 kt를 출범시켰다
- 2009년 3월 KT의 민영화 이후 최초의 관료 출신 사장으로 선임됐고, KTF와의 합병에 따른 CEO 명칭 변경의 건이 임시주주총회에서 승인됐다.[2]
- 대표이사시절 무궁화위성을 해외에 매각한 혐의를 받았으나 불기소 처분되었다.[3]
- 친척이 운영하는 부실회사를 인수하는 등의 수법으로 회사에 막대한 손해를 끼친혐의로 검찰에 의해 수사를 받았으나[4] 이 역시 적법한 경영활동으로 인정되 무죄 판결이 확정되었다.[5]